# DCI Banks
DCI Banks was een Engelse misdaadserie, die sinds 2010 uitgezonden werd door ITV en geproduceerd door Left Bank Pictures. De hoofdrollen werden gespeeld door Stephen Tompkinson, Andrea Lowe en Caroline Catz. De serie is gebaseerd op de boeken van Peter Robinson en heeft meerdere prijzen gewonnen. In Nederland wordt de serie uitgezonden door KRO-NCRV.

## Achtergrond
Auteur Peter Robinson tekende in 2010 een contract met Left Bank Pictures en ITV, om een televisieserie te maken gebaseerd op zijn boekenreeks DCI Banks. Stephen Tompkinson zou de rol van Alan Banks vertolken en Andrea Lowe die van zijn assistente Annie Cabbott. De pilotaflevering was Aftermath, gebaseerd op Robinsons boek. Op 27 september werd (deel 1) uitgezonden en op 4 oktober ging (deel 2) in première op ITV, STV en UTV.
In 2011 werden wederom drie boeken van Robinson verfilmd die het complete eerste seizoen vormden. In maart 2012 werd het tweede seizoen uitgezonden, met Caroline Catz, die vanaf aflevering 3 optrad als vervangster voor Andrea Lowe, die op zwangerschapsverlof was. Het derde seizoen met Catz en Lowe samen in DCI Banks, werd uitgezonden in maart 2014.
In 2015 zond men het vierde seizoen uit waarin Tompkinson, Lowe en Catz wederom de hoofdrol speelden.
Op 3 december 2015 maakte ITV bekend dat de serie een vijfde seizoen zou krijgen, met nieuwe gastrollen door onder anderen Shaun Dingwall, Steve Richard en Maimie McCoy.
Op 8 november 2016 kondigde radioTimes aan dat de serie niet zou worden voortgezet en dat een zesde seizoen er niet zou komen. De serie werd met het einde van de vijfde reeks beëindigd.

## Verhaal
Alan Banks verhuist uit het drukke Londen, alwaar hij als inspecteur werkte, naar het gemoedelijke Eastvale. 
Daar solliciteert hij bij de politie en wordt aangesteld als Detective Chief Inspector, leidinggevend rechercheur bij de Moordbrigade. Tijdens zijn eerste weken bij de politie aldaar, krijgt hij te maken met DS Cabbott, de jonge, ambitieuze rechercheur van Interne Zaken. Samen met haar onderzoekt hij meerdere moorden.
In seizoen drie ging de actrice van Annie Cabott, Andrea Lowe, met zwangerschapsverlof en zochten de producers een vervangster voor haar. Zij kwamen uit op Caroline Catz, die de rol van de efficiënte, enigszins kleurloze, inspecteur Helen Morton zou spelen. Op zijn website liet Tompkinson in 2014 weten dat Catz en Lowe in het vierde seizoen allebei een rol zouden spelen.

## Hoofdrollen
De volgende acteurs spelen of hebben een rol gespeeld in DCI Banks.
| Personage       | Acteur/ actrice    | Functie in serie                               | Seizoenen    |
| --------------- | ------------------ | ---------------------------------------------- | ------------ |
| Alan Banks      | Stephen Tompkinson | Detective Chief Inspector                      | Pilot, 1 - 5 |
| Helen Morton    | Caroline Catz      | Detective Inspector, Detective Chief Inspector | 2 - 5        |
| Annie Cabott    | Andrea Lowe        | Detective Sergeant                             | Pilot, 1 - 5 |
| Ken Blackstone  | Jack Deam          | Detective Sergeant                             | Pilot, 1 - 5 |
| Tariq Lang      | Danny Rahim        | Detective Constable                            | 3, 4         |
| Ron Mauglaghlin | Nick Sidi          | Chief Superintendent                           | 2 - 4        |
| Winsome Jackman | Lorraine Burroughs | Detective Sergeant                             | Pilot, 1, 2  |
| Kevin Templeton | Tom Shaw           | Detective Constable                            | Pilot, 1     |
| Gerry Rydell    | Colin Tierney      | Chief Superintendent                           | Pilot, 1     |

## Afleveringen
- Pilot - 2010

1 aflevering
- Seizoen 1 - 2011

3 afleveringen
- Seizoen 2 - 2012

3 afleveringen
- Seizoen 3 - 2014

3 afleveringen
- Seizoen 4 - 2015

3 afleveringen
- Seizoen 5 - 2016

3 afleveringen

## DVD release
In Nederland werden de afleveringen van seizoen 1 en 2 los uitgegeven, maar ook een DVD-box met alle afleveringen gebundeld. Ook verscheen er in 2015 een DVD-box met de eerste vier seizoenen.